# Neu-Schmerlitz

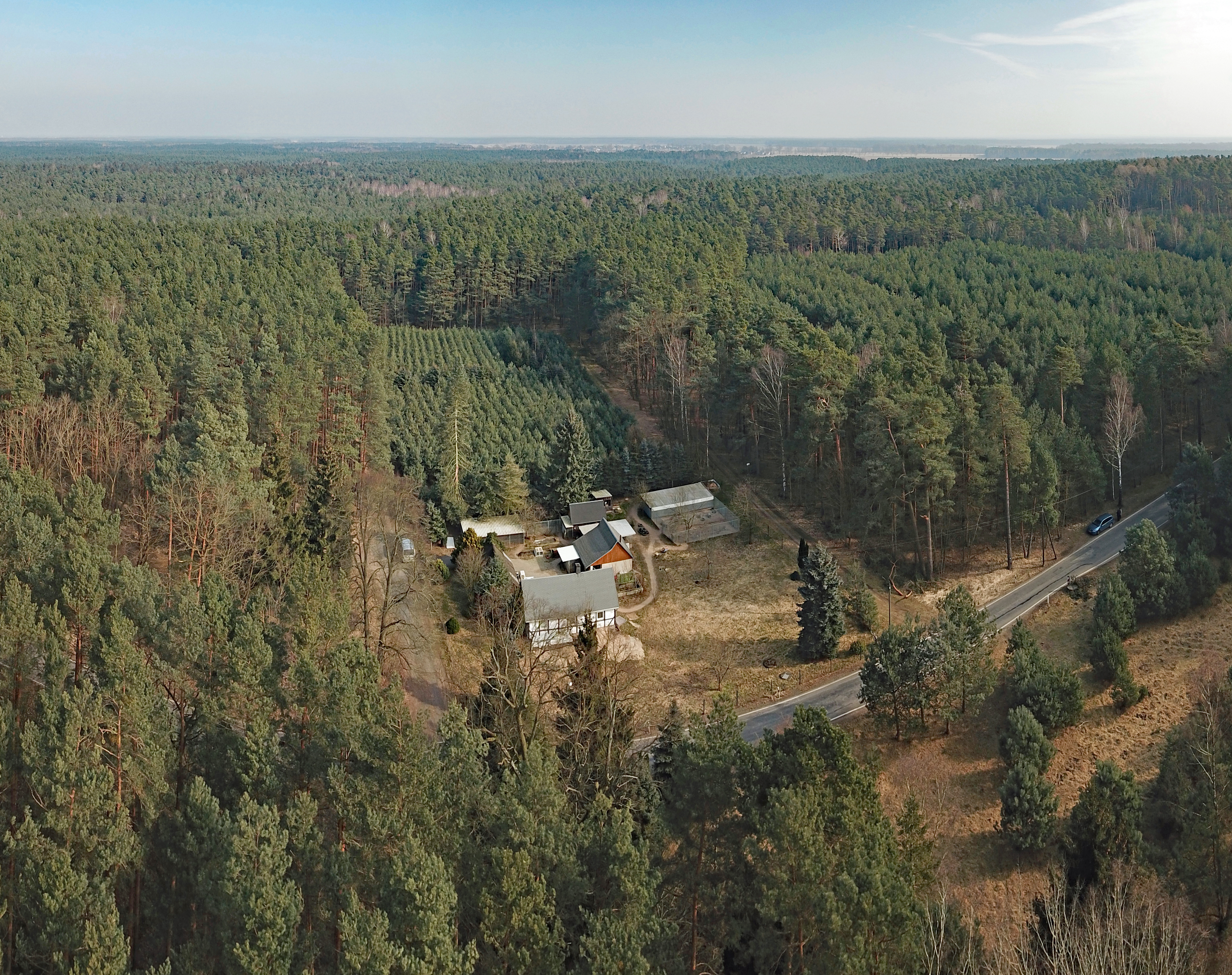
Luftbild

Neu-Schmerlitz, obersorbisch Bušenkaⓘ, seltener auch Nowa Smjerdźaca, ist eine Einzelsiedlung mit einer Einwohnerin im Wald zwischen Schmerlitz und Döbra in der sächsischen Oberlausitz. Sie gehört zur Gemeinde Ralbitz-Rosenthal und zählt zum offiziellen Siedlungsgebiet der Sorben.

## Geschichte
Der Ursprung der Siedlung war ein im zum Kloster St. Marienstern gehörenden Wald auf Schönauer Flur errichtetes Gasthaus, die sogenannte Buschschänke, welche den Forstarbeitern und Fuhrleuten als Rastplatz und Übernachtungsmöglichkeit diente. Zwischenzeitlich hatte die Siedlung mehr als zwanzig Einwohner. In der Umgebung bestanden auch mehrere kleine Steinbrüche sowie ein Torfbruch.
Der sorbische Ortsname ist von der Bezeichnung des mittlerweile abgebrannten Gasthauses abgeleitet, der deutsche bezieht sich auf den nächsten Ort Schmerlitz, obwohl die Siedlung seit ihrer Anlage zur Gemeinde Schönau gehörte.
Heute sind nur mehr zwei Wohngebäude erhalten, von denen nur eines bis 2013 dauerhaft bewohnt war.